# Balut
Balut (tagalski balut, laot. Khai Luk, khmer. Pong tea khon, wiet. Trứng vịt lộn lub Hột vịt lộn) – tradycyjna potrawa wielu kuchni południowo-wschodnioazjatyckich, zwłaszcza kuchni wietnamskiej, laotańskiej, khmerskiej, filipińskiej oraz – w mniejszym stopniu – chińskiej (ściślej: południowochińskiej). Balut stanowi danie przejściowe: nabiałowo (jajeczno)-mięsne i ma postać gotowanego jajka kaczego (rzadziej kurzego), wewnątrz którego znajduje się w pełni uformowany zarodek ptaka, którego spożywa się w całości – wraz z kośćmi, dziobem itd. Okres inkubacji jaj zależy od upodobań konsumentów i jest różny w poszczególnych krajach. Najdłużej inkubują jaja Wietnamczycy, którzy preferują 21-dniowe zarodki kacze.
Na Filipinach, skąd pochodzi przyjęta w Europie nazwa tego dania, balut stanowi potrawę narodową.
Danie to w lokalnych kuchniach uchodzi za przysmak; przypisuje się mu też właściwości afrodyzjaku.